# رنگ‌های ملی جمهوری چک

رنگ‌های ملی جمهوری چک

رنگ‌های ملی جمهوری چک (چکی: státní barvy České republiky) یکی از نمادهای ملی جمهوری چک هستند که به‌طور رسمی مظهر جمهوری چک می‌باشد. رنگ‌ها پرچم سه‌رنگ را شکل می‌دهند که رنگ‌ها به ترتیب سفید، سرخ و آبی هستند. رنگ‌های ملی برگرفته از نشان ملی جمهوری چک و پرچم جمهوری چک می‌باشد.